# 多腺带睾吸虫
多腺带睾吸虫（学名：Zonorchis multivitellatus）为双腔科带睾属的动物。在中国大陆，分布于北京等地，营寄生生活，寄生于肝脏以及胆管。该物种的模式产地在北京。